# Lissocreagris parva
Espèce
Lissocreagris parva est une espèce de pseudoscorpions de la famille des Neobisiidae.

## Distribution
Cette espèce est endémique de Floride aux États-Unis. Elle se rencontre dans le comté de Liberty.

## Description
Les mâles mesurent de 2,08 à 2,54 mm.

## Publication originale
- Ćurčić, 1984 : A revision of some North American species of Microcreagris Balzan, 1892 (Arachnida: Pseudoscorpiones: Neobisiidae). Bulletin of the British Arachnological Society, vol. 6, no 4, p. 149-166 (texte intégral).